# Senticolis triaspis
Senticolis triaspis is een slang uit de familie toornslangachtigen (Colubridae) en de onderfamilie Colubrinae.

## Naam en indeling
De wetenschappelijke naam van de soort werd voor het eerst voorgesteld door Edward Drinker Cope in 1866. Oorspronkelijk werd de wetenschappelijke naam Coluber triaspis gebruikt.
De soort werd door H.G. Dowling en I. Fries in 1987 aan het geslacht Senticolis toegewezen en is tegenwoordig de enige vertegenwoordiger van deze monotypische groep. De slang onderscheidt zich onder andere van de verwante soorten uit het geslacht Elaphe door de vorm van de hemipenis van het mannetje.

## Ondersoorten
De soort wordt verdeeld in drie ondersoorten die onderstaand zijn weergegeven, met de auteur en het verspreidingsgebied.
Het geslacht omvat de volgende soorten, met de auteur en het verspreidingsgebied.
| Naam                           | Auteur         | Verspreidingsgebied                  |
| ------------------------------ | -------------- | ------------------------------------ |
| Senticolis triaspis intermedia | Boettger, 1883 | Verenigde Staten                     |
| Senticolis triaspis mutabilis  | Cope, 1885     | Verenigde Staten, Mexico             |
| Senticolis triaspis triaspis   | Cope, 1866     | De rest van het verspreidingsgebied. |

## Verspreiding en habitat

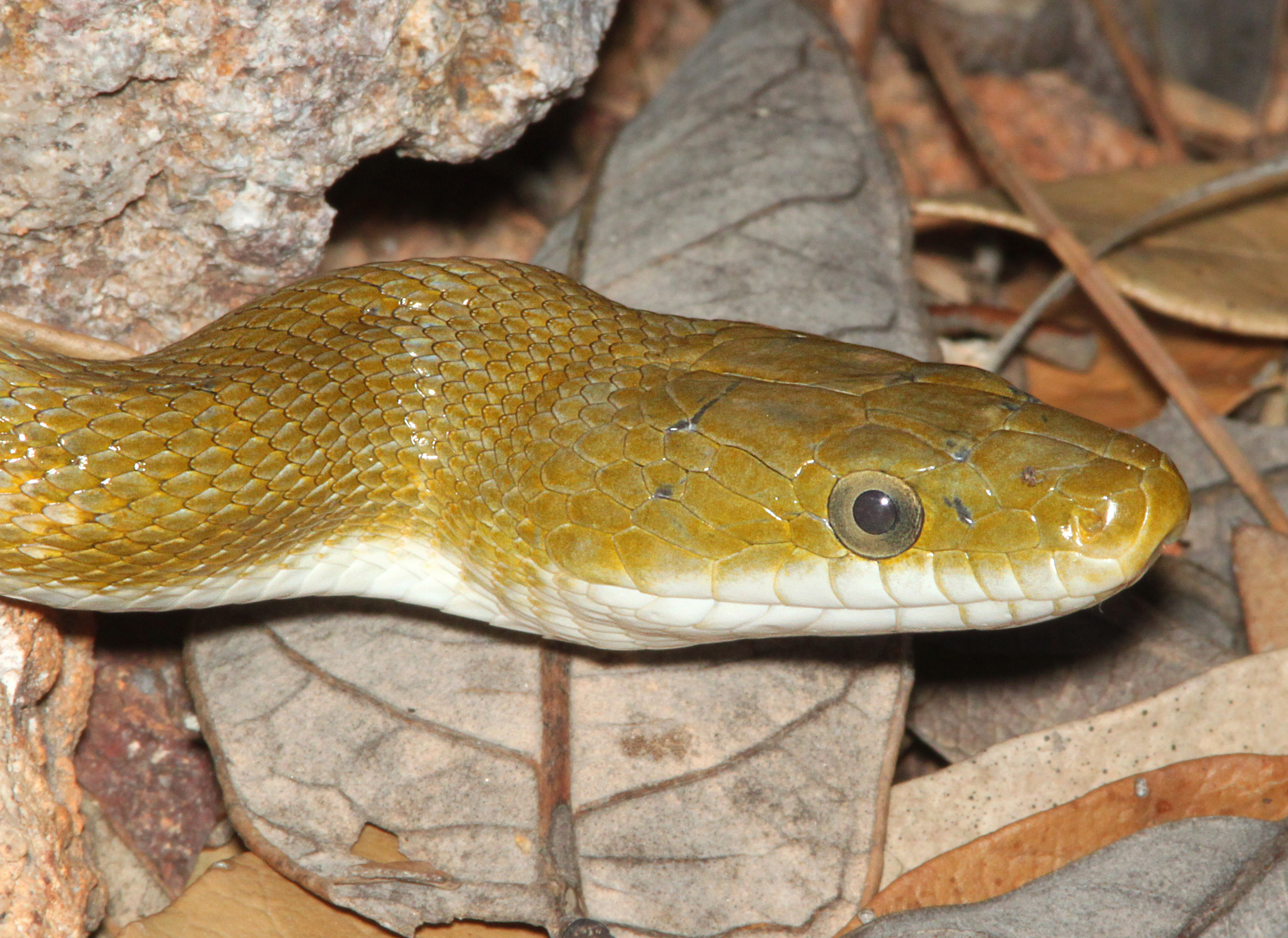
Profiel van de kop.

Senticolis triaspis komt voor in zuidelijk Noord-Amerika en Midden-Amerika en leeft in de landen de Verenigde Staten (in de staten Arizona en New Mexico), Mexico, Guatemala, Belize, Honduras, El Salvador, Nicaragua en Costa Rica.
De habitat bestaat uit zowel vochtige als drogere tropische en subtropische bossen, zowel in laaglanden als in bergstreken. Meer gematigde bossen en scrublands zijn eveneens een geschikt leefgebied. Ook in door de mens aangepaste streken zoals landelijke tuin, weilanden en agrarische gebieden kan de slang worden gevonden. De soort is aangetroffen van zeeniveau tot op een hoogte van ongeveer 2200 meter boven zeeniveau.

## Beschermingsstatus
Door de internationale natuurbeschermingsorganisatie IUCN is de beschermingsstatus 'veilig' toegewezen (Least Concern of LC).